# Hyaenodon
Hyaenodon är ett utdött släkte av rovdjursliknande däggdjur som levde mellan eocen och miocen.
Arter av släktet levde i Nordamerika, Eurasien och Afrika. De första arterna uppkom för cirka 42 miljoner år och de sista medlemmarna dog ut för cirka 19 miljoner år sen.

## Kännetecken
Några arter som H. crucians var ungefär lika stora som dagens mårddjur med en vikt mellan 10 och 25 kg. H. microdon och H. mustelinus vägde troligtvis ännu mindre vid bara 5 kg. Bland de största arterna var H. horridus med en vikt på max. 60 kg. H. gigas var den allra största arten med sina 3 m från nos till svansspets och nära 500 kg.
Dom minsta arterna åt troligen smådjur som insekter, små krädjur och gnagare. H. horridus i Nordamerika åt troligen djur som Miohippus, Poebrotherium, oreodonter och Teleoceras. Den ännu större H. gigas i Asien åt även större djur som Chalicotherium, unga Indicotherium och även Entelodonter.[källa behövs]